# 朝鲜紫珠
朝鲜紫珠（学名：Callicarpa japonica var. luxurians）是马鞭草科紫珠属日本紫珠的变种。分布在日本、朝鲜、台湾岛等地，一般生长在疏林中，目前尚未由人工引种栽培。